# Nomada pleurosticta
Nomada pleurosticta là một loài Hymenoptera trong họ Apidae. Loài này được Herrich-Schäffer mô tả khoa học năm 1839.